# 懐徳堂
懐徳堂（かいとくどう）は、江戸時代中期に大坂の商人たちが設立した学問所。明治初年の閉校、大正時代の再建、太平洋戦争による罹災焼失を経て、現在は大阪大学文学部が継承しているとされる。財団法人懐徳堂記念会については懐徳堂記念会の項を参照。

## 江戸時代の懐徳堂（1724年 - 1869年）
享保9年（1724年）、大坂の豪商たち（三星屋武右衛門・富永芳春（道明寺屋吉左右衞門）・舟橋屋四郎右衛門・備前屋吉兵衛・鴻池又四郎）が出資し、三宅石庵を学主に迎えて船場の尼崎町一丁目（現在の大阪市中央区今橋三丁目）に懐徳堂を設立した。三星屋らは懐徳堂の「五同志」と称される。享保11年（1726年）、将軍徳川吉宗から公認されて官許学問所となり、学校敷地を拝領した。官許は得たものの、その後の運営の財政面は町人によって賄われ、懐徳堂が「町人の学校」と呼ばれる所以となっている。明治政府によって旧幕府から受けていた諸役免除などの特権を廃止され、明治2年（1869年）に懐徳堂はいったん廃校となる。

### その歴史
- 享保9年（1724年）、五同志が懐徳堂を設立。三宅石庵を学主に迎える。
- 享保11年（1726年）、石庵の弟子中井甃庵の奔走により、懐徳堂が江戸幕府から公認され官許学問所となる。甃庵は懐徳堂の預人（事務長に相当）に就任。
- 享保15年（1730年）、石庵が没し、甃庵が預人を兼任したまま二代学主に就任。
- 宝暦元年（1751年）、老朽化した学舎を改築。
- 宝暦8年（1758年）、甃庵が没し、石庵の息子三宅春楼が三代学主、甃庵の息子中井竹山が預人となる。
- 明和4年（1767年）、竹山の弟中井履軒が独立し、私塾水哉館を開く。
- 天明2年（1782年）、春楼が没し、竹山が預人を兼任したまま四代学主に就任。
- 寛政4年（1792年）、火災により懐徳堂全焼。同8年（1796年）に再建。
- 寛政9年（1797年）、竹山が隠居し、子の中井蕉園が預人に就任。
- 享和3年（1803年）、蕉園が没し、子の中井碩果が預人に就任。
- 文化元年（1804年）、竹山が没し、碩果が預人のまま懐徳堂教授に就任。
- 文化14年（1817年）、並河寒泉（竹山の孫）が預人に就任。
- 天保3年（1832年）、中井桐園（履軒の孫）が碩果の養子となり、寒泉が懐徳堂を退去。
- 天保11年（1840年）、碩果が没し、寒泉が教授、桐園が預人に就任。
- 明治2年（1869年）、懐徳堂閉校。

### その学風
開校時に三宅石庵は玄関に三か条の「定」を掲げた。
1. 書物を持たないものも講義を聞いてよい
2. やむをえない用事があれば途中退席してもよい
3. 席次は武家を上座と定めるが、講義開始後は身分によって分けない

三宅春楼の代には、正式な入門を経ずとも聴講できる、席次は新旧、長幼、理解の深度に応じて互いに譲り合う、と定められた。この時の定書には「書生の交わりは、貴賤富貴を論ぜず、同輩と為すべき事」という言葉があり、その後もこの方針は守られた。
三宅石庵が学主であった初期には、朱子学・陽明学などを交えた雑駁な学風で、「鵺学問」とも批判された。元文4年（1739年）に五井蘭洲が復帰してより以降、正統な朱子学を標榜して荻生徂徠の学派を排撃し、その徂徠学批判は中井竹山らの時代に頂点を迎えた。門下より草間直方・富永仲基・山片蟠桃のごとき特徴的な町人学者を輩出したことでも知られる。

## 重建懐徳堂（1916年 - 1945年）

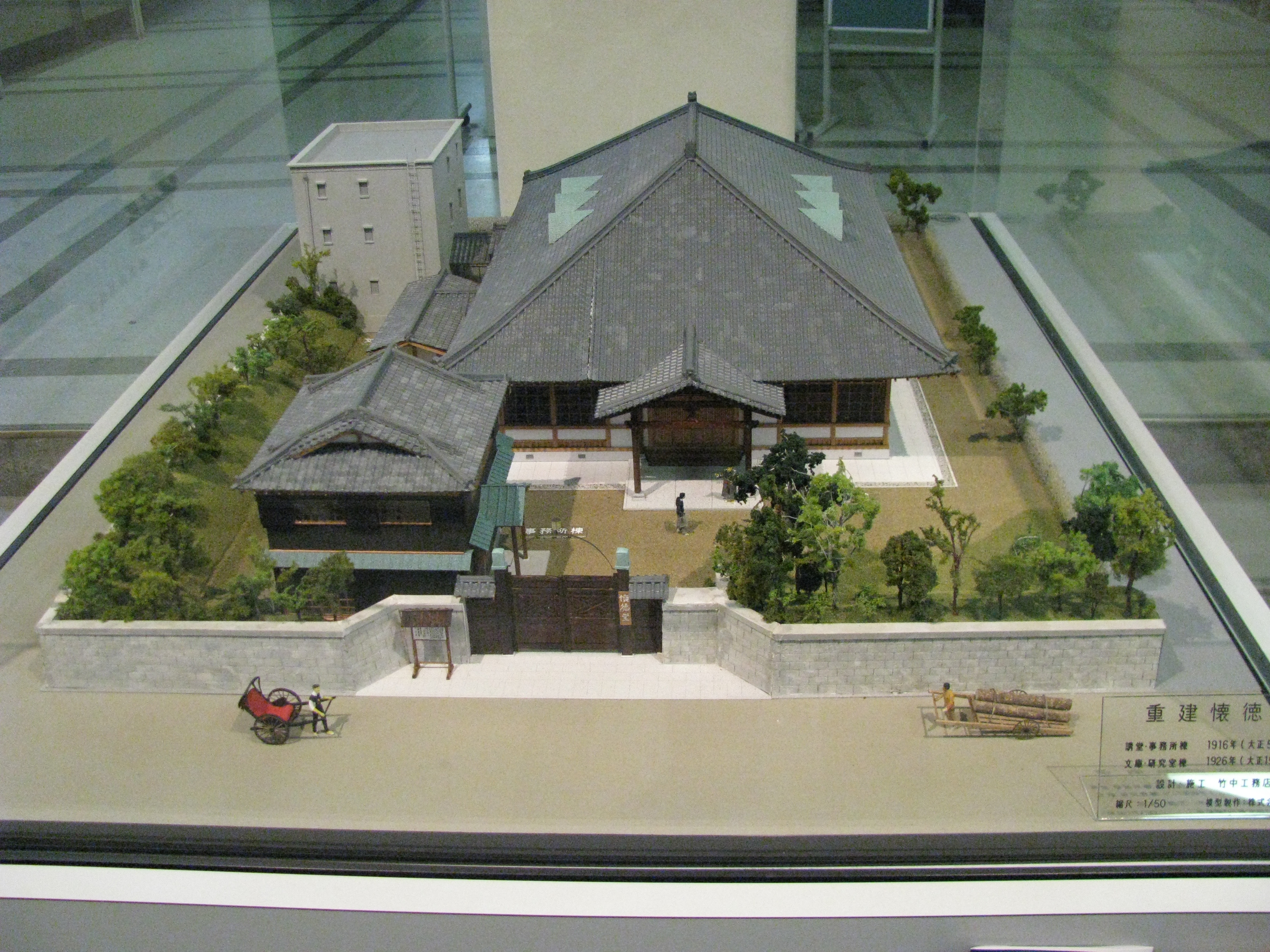
大阪大学豊中キャンパスにある、重建懐徳堂のジオラマ

中井桐園の嫡子であった中井天生（木菟麻呂）は、懐徳堂の廃絶後もその復興を悲願としていた。また大阪朝日新聞の主筆であった西村天囚は優秀な漢学者でもあり、やはり懐徳堂の復興を祈念していた。主として天囚が大阪の財界や政界に働きかけて、大正5年（1916年）に懐徳堂が再建された。これを江戸時代の懐徳堂と区別して重建（ちょうけん）懐徳堂と呼ぶ。

### 歴史
- 明治44年（1911年）、西村天囚らの発議により「懐徳堂師儒公祭」が挙行され、懐徳堂記念会が設立される。
- 大正2年（1913年）、懐徳堂記念会が財団法人として認可される。
- 大正5年（1916年）、大阪市東区豊後町（現・中央区本町橋）の府有地を無償で借り受け、重建懐徳堂を建立。
- 大正6年（1917年）、松山直蔵を教授、天囚を講師として講義を開始。
- 大正12年（1923年）、懐徳堂堂友会が発足。
- 大正15年（1926年）、書庫および研究室が竣工。
- 昭和20年（1945年）、大阪大空襲により講堂や事務棟を焼失。鉄筋コンクリート造りの書庫のみ罹災を免れる。
- 昭和21年（1946年）、事務所を再建。
- 昭和24年（1949年）、蔵書と職員を大阪大学へ移管。
- 昭和28年（1953年）、書庫・事務所を処分。敷地を大阪府へ返還し、重建懐徳堂は消滅する。

### 運営
重建懐徳堂は、その設立に西村天囚が深く関わっていたこともあり、「朝日新聞社が運営するカルチャーセンターであった」と誤解されることもある。しかし重建懐徳堂の運営主体である財団法人懐徳堂記念会は財政的に独立しており、その運営は、一般からの寄付や行政からの補助などに依存していた。

### 学風
江戸時代の懐徳堂と同様に庶民教育を重視したが、京都帝国大学の内藤湖南教授らを顧問として専門性の高い研究活動をも行っていた。重建懐徳堂の専任講師であった武内義雄が校訂し1936年に懐徳堂から出版した『論語義疏』は、現在もなお最善の版本とされる。
重建懐徳堂の設立時には大学令は未だ施行されておらず、また重建懐徳堂は専門学校令に基く専門学校としての認可も申請しなかった。しかし、ながく帝国大学が設置されなかった大阪において、重建懐徳堂は事実上唯一の文科大学としての機能を担っていたとされる。

## 戦後の懐徳堂（1949年 - ）
空襲により講堂などを失った重建懐徳堂では、罹災を免れた書庫内などで講義を継続していたが、戦後の混乱期に独立した運営を続けることは困難であった。折しも新制大学としての大阪大学に法文学部が設置されることとなり、財団法人懐徳堂記念会と大阪大学との間で協定が結ばれ、重建懐徳堂の資料等と職員（書記）を大阪大学へ移管し、重建懐徳堂で行われていた講義等も引き続き行っていくことが確認された。

### 歴史
- 昭和24年（1949年）、大阪大学（新制）が発足。重建懐徳堂の資料と職員を大阪大学へ移管。
- 昭和26年（1951年）、大阪大学附属図書館内に懐徳堂記念文庫を設置。
- 昭和29年（1954年）、財団法人懐徳堂記念会事務局を適塾内に移転し、事務連絡所を大阪大学文学部内に設置。
- 昭和58年（1983年）、懐徳堂堂友会を解散。懐徳堂友の会が発足。
- 平成8年（1996年）、懐徳堂友の会を財団法人懐徳堂記念会に統合。
- 平成11年（1999年）、大阪大学文学部内に懐徳堂センターを設置。

### 会員
法人会員約80社。個人会員約800名。

### 事業
- 古典講座
- 春秋記念講座
- 懐徳忌
- アーカイブ講座
- 法人講座
- その他

### 現状
財団法人懐徳堂記念会には、運営委員・学術専門委員などとして大阪大学の教職員が多数加わっており、常設の古典講座・春秋講座および随時開かれる特別講座・講演などには大阪大学から講師を派遣している。しかし懐徳堂記念会はあくまでも大阪大学からは独立した財団法人であり、その運営基盤は依然として、企業や個人の賛助会員からの寄付に依存する脆弱なものである。

## 「懐徳堂文庫」
大阪大学附属図書館に貴重資料として「懐徳堂文庫」コレクションが存在する。江戸時代の懐徳堂にかかわる貴重資料、重建懐徳堂から移管された図書・資料のほか、戦後に大阪大学へ寄贈された資料も含まれる。
「懐徳堂文庫」の内訳は、おおむね以下の通り。
- 「懐徳堂本」……重建懐徳堂が購入した資料。
- 「愛甲文庫」……愛甲兼逹の旧蔵書。大正8年に懐徳堂へ寄託。昭和23年に移管。
- 「碩園記念文庫」……西村天囚の旧蔵書。大正14年に重建懐徳堂へ移管。
- 「中井家資料」……中井天生・終子らの旧蔵資料。昭和8年・14年に重建懐徳堂へ移管。
- 「有不為斎本」……伊藤介夫の旧蔵書。昭和14年に重建懐徳堂へ移管。
- 「万里文庫」……大江文城の旧蔵書。昭和22年に重建懐徳堂へ移管。
- 「岡田文庫」……岡田伊左衛門の旧蔵書。昭和27年- 昭和28年に大阪大学へ移管。
- 「北山文庫」……吉田鋭雄の旧蔵書。昭和31・54年に大阪大学へ移管。
- 「木間瀬文庫」……木間瀬策三の旧蔵書。昭和32年。
- 「新田文庫」……新田和子旧蔵の中井家関連資料。昭和54・58年。
- 「寒泉文庫」……並河寒泉関連資料。昭和60年。
- 「逆瀬文庫」……逆瀬忠次郎旧蔵資料。昭和61年 - 昭和62年。
- 「吉永文庫」……吉永孝夫旧蔵資料。平成元年。

「懐徳堂文庫」の資料総数は約五万点といい、現在も増加中。
昭和51年以前の図書については『懐徳堂文庫図書目録』（大阪大学文学部）があるが、同年以降の受入図書、およびすべての文書・器物資料については整理されていない。

## 関連人物

### 江戸時代の懐徳堂
- 三宅石庵（学主）
- 中井甃庵（預人・学主）
- 三宅春楼（学主）
- 中井竹山（預人・学主）
- 中井蕉園（預人）
- 中井履軒（学主）
- 中井桐園（預人・教授）
- 並河寒泉（預人・教授）
- 小山伯鳳
- 五井蘭洲（助教）
- 井上赤水（助教）
- 並河誠所（助教）
- 中井柚園
- 中井天生
- 並河蜑街（助教）
- 山村卯之助（助教）
- 藤戸寛斎（助教）
- 稲垣菊堂（助教）
- 草間直方（門人）
- 富永仲基（門人）
- 山片蟠桃（門人）
- 加藤景範
- 入江育斎
- 佐藤一斎（門人）
- 丸川松陰（門人）
- 上田秋成
- 脇蘭室
- 前川虚舟
- 山田孝堂（門人）
- 岡本隆吉（門人）
- 大塩平八郎（門人）
- 年梅寛之（門人）

### 重建懐徳堂
- 永田仁助（理事長）
- 小倉正恒（理事長）
- 今村荒男（理事長）
- 上野精一（理事長）
- 北沢敬二郎（理事長）
- 堀田庄三（理事長）
- 伊部恭之助（理事長）
- 巽外夫（理事長）
- 西川善文（理事長）
- 狩野直喜（顧問）
- 内藤虎次郎（顧問）
- 今井貫一（理事）
- 松山直蔵（教授）
- 財津愛象（教授）
- 吉田鋭雄（教授）
- 武内義雄（講師・顧問）
- 西村時彦（講師・理事）
- 吉沢義則（講師）
- 林森太郎（講師）
- 稲束猛（講師）
- 張源祥（講師）
- 秋月胤継（講師）
- 佐々木恒清（講師）
- 岡山源六（講師）
- 坂倉篤太郎（講師）
- 武藤長平（講師）
- 大江文城（講師）
- 新見寛（講師）
- 大塚末雄（講師）
- 松本文三郎（講師）
- 波多野七蔵（教師）

ほか